# 香孜乡
香孜乡，是中华人民共和国西藏自治区阿里地区札达县下辖的一个乡镇级行政单位。

## 行政区划
香孜乡下辖以下地区：
香孜村和热布加林村。